# Coralie Clément
Coralie Clément (født Coralie Biolay; 1. september 1978 i Villefranche-sur-Saône, Rhône) er en fransk sanger.

## Biografi
Clément blev født i en familie af musikere, hendes far en klarinetist, og hun studerede selv violin i en alder af seks, men stoppede senere. Hendes bror, Benjamin Biolay, også sanger, har skrevet for Henri Salvador og skrevet og produceret sin egen debut såvel som opfølgningen. Blandt hendes inspirationer er Françoise Hardy, Jane Birkin og Serge Gainsbourg. Hun indspillede sit første album, mens hun studerede historie på universitetet.
Clément sang sangen "Dorénavant", der blev brugt som tema for filmen L'Idole af Samantha Lang samt sangen "Samba de mon cœur qui bat" der blev brugt i soundtracket for filmen Something's Gotta Give med Jack Nicholson og Diane Keaton i hovedrollen.
Hun udgav sit første album i 2001, Salle des Pas Perdus. Dette album er et samarbejde mellem hende og hendes bror, Benjamin Biolay, der skrev og arrangerede 10 af de 12 sange. Hendes andet album, Bye bye beauté, blev udgivet i 2005 og indeholder sange, der er mere pop- og rockorienterede end dem fra Salle des Pas Perdus.

## Diskografi
- Salle des pas perdus (2001)
- Bye bye beauté (2005)
- Toystore (2008)
- Iris a 3 ans (2013). Lydbog til børn, udgivet under hendes fødselsnavn med designer Gesa Hansen
- La belle Affaire (2014)